# Епархия Нуэва-Касас-Грандеса
Епархия Нуэва-Касас-Грандеса (лат. Dioecesis Neograndicasensis) — епархия Римско-католической церкви с центром в городе Нуэво-Касас-Грандес, Мексика. Епархия Нуэва-Касас-Грандеса входит в митрополию Чиуауа. 

## История
13 апреля 1977 года Римский папа Павел VI издал буллу Praecipuum animarum, которой учредил территориальную прелатуру Нуэва-Касас-Грандеса, выделив её из епархии Сьюдад-Хуареса.
3 июня 2000 года Римский папа Иоанн Павел II издал буллу Constat praelaturam, которой преобразовал территориальную прелатуру Нуэва-Касас-Грандеса в епархию.

## Ординарии епархии
- епископ Hilario Chávez Joya, M.N.M. (13.04.1977 — 22.05.2004)
- епископ Gerardo de Jesús Rojas López (22.05.2004 — 7.12.2010), назначен епископом Табаско
- епископ Jesús José Herrera Quiñonez (с 27.10.2011)

## Источник
- Bolla Praecipuum animarum, AAS 69 (1977), стр. 433  (лат.)
- Булла Constat praelaturam  (лат.)